# Schneesturmvogel

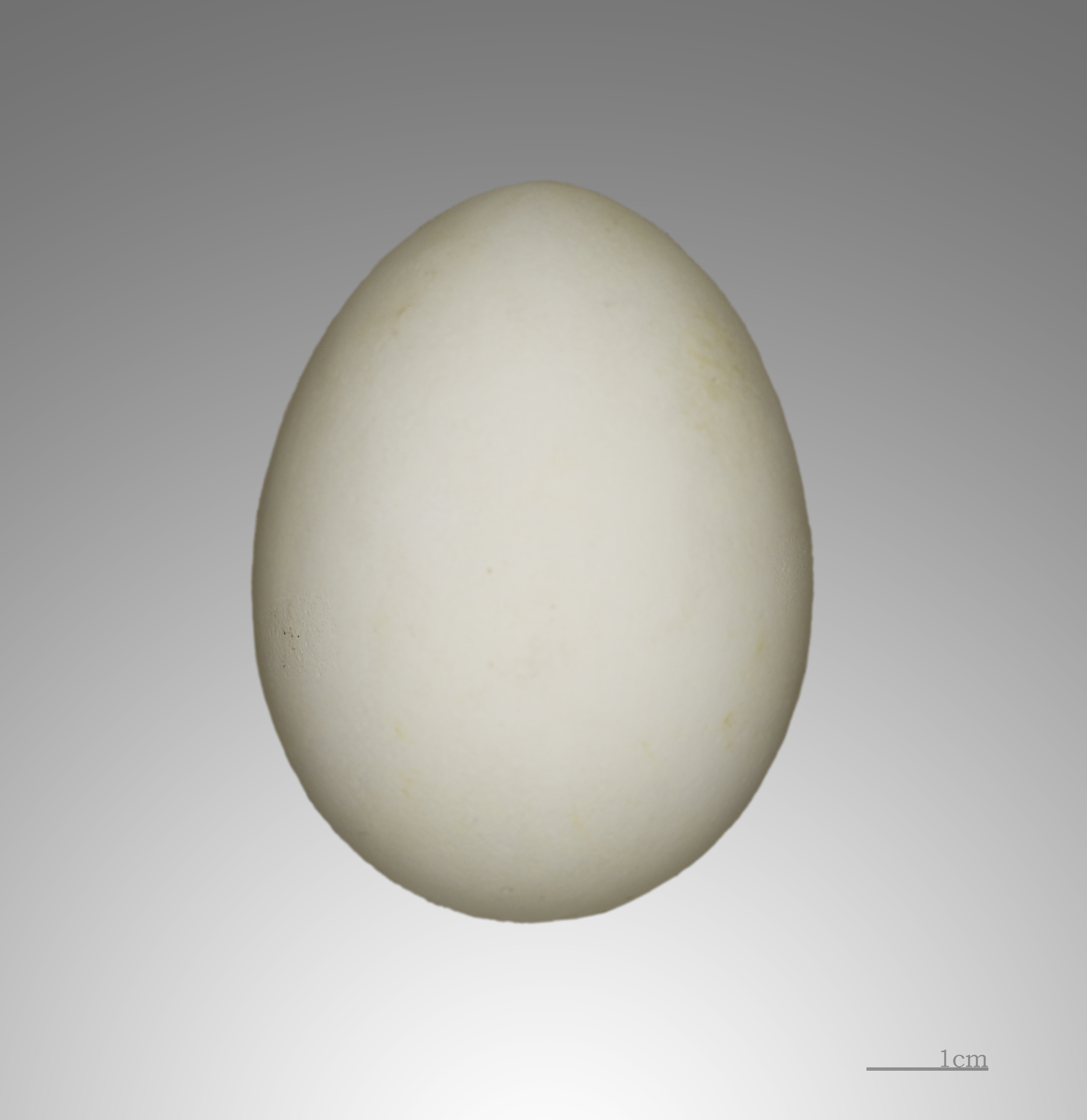
Das Ei des Schneesturmvogels

Der Schneesturmvogel (Pagodroma nivea) ist eine Vogelart aus der Familie der Sturmvögel (Procellariidae).
Er gehört zu den drei Vogelarten, die am geographischen Südpol beobachtet wurden. Zusammen mit Antarktiksturmvogel und Antarktikskua liegt sein Brutgebiet in der Antarktis südlicher als das aller anderen Vögel.

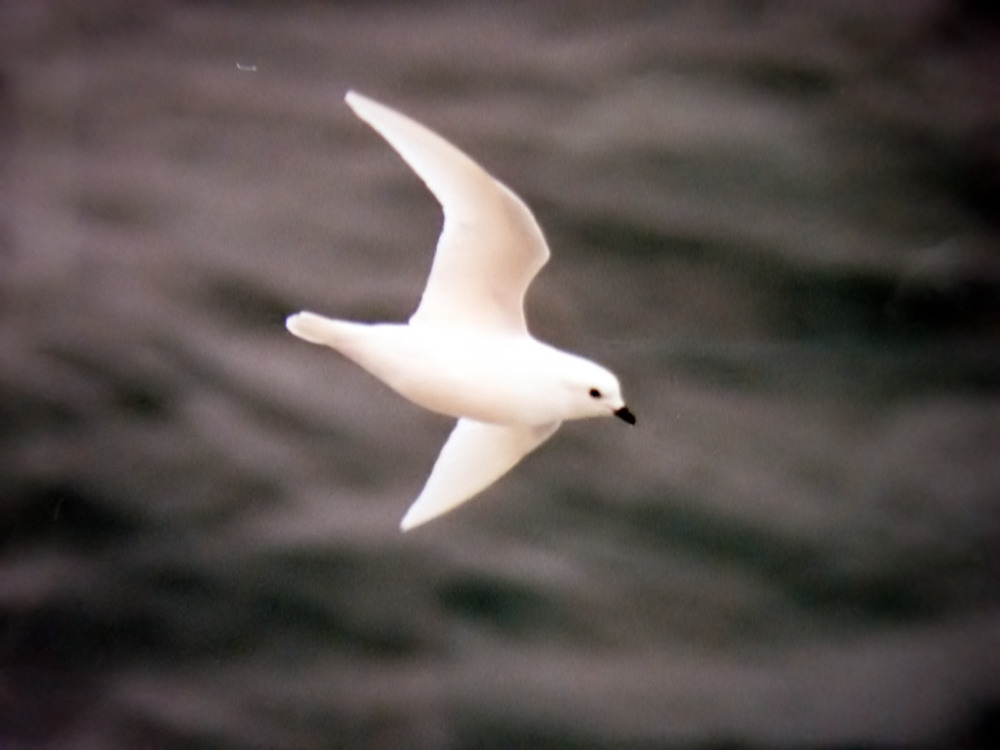
Pagodroma nivea im Rossmeer

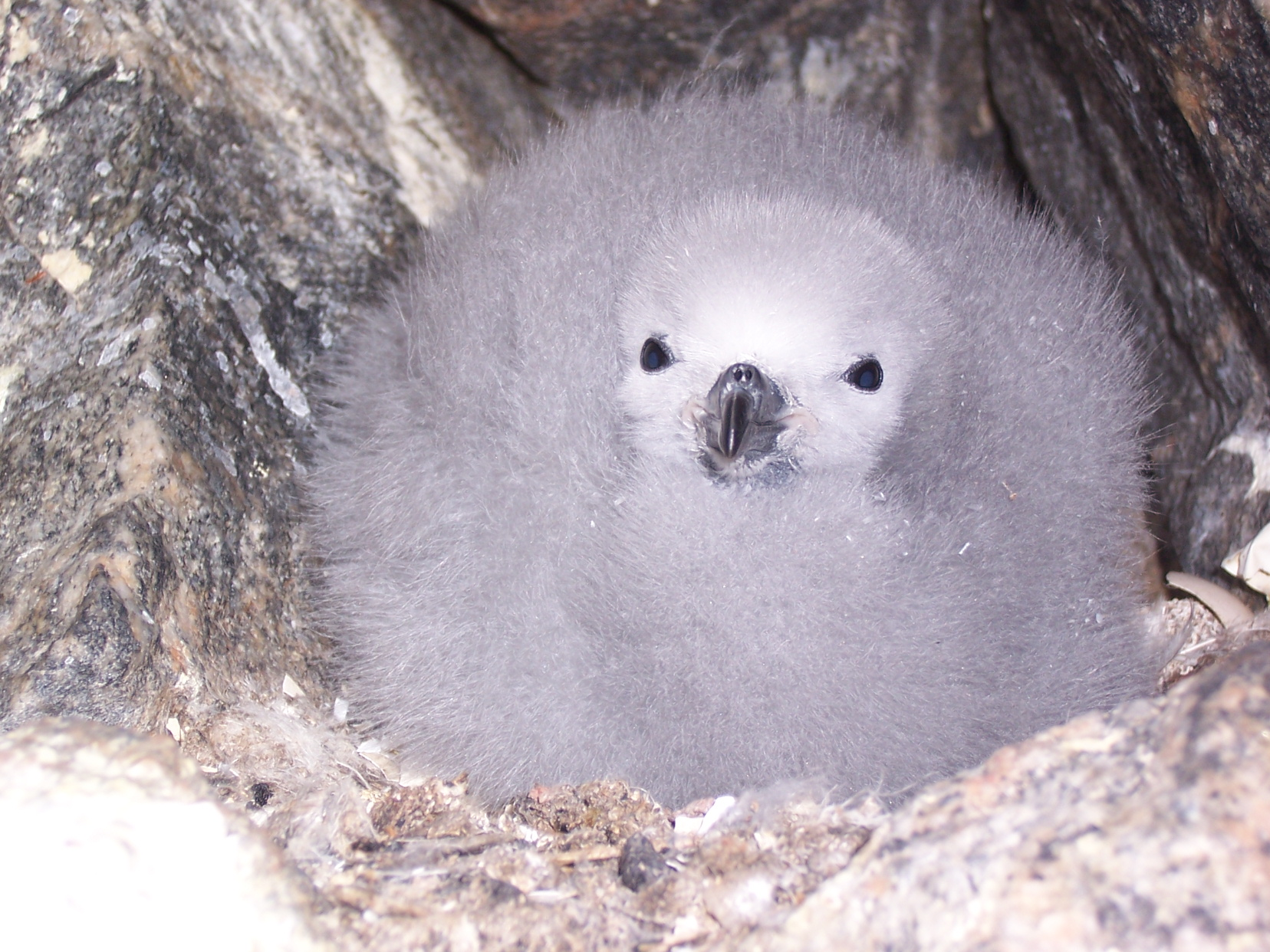
Jungvogel

## Merkmale
Mit einer Körperlänge von 36 bis 41 cm und einer Flügelspannweite von 76 bis 79 cm zählt er zu den kleineren Vertretern dieser Familie. Er zeichnet sich durch ein reinweißes Gefieder sowie einen schwarzen Schnabel und dunkelgraue Füße aus. Mit seinen fledermausartigen Flügeln ist er sehr beweglich. Nur sehr selten ist er jenseits der Packeisgrenze des antarktischen Meeres zu beobachten.
Wie andere Arten der Ordnung der Röhrennasen produzieren Schneesturmvögel ein Magenöl, welches im Drüsenmagen gespeichert und Angreifern wie Raubmöwen entgegen gespien werden kann. Das Öl dient zugleich als Energiespeicher für lange Flüge und zum Füttern der Jungvögel.
Durch die Röhren oberhalb des Schnabels wird eine konzentrierte Salzlösung abgesondert, die in Drüsen über dem Nasengang gebildet wird und aus dem Meerwasser stammt, welches die Vögel aufnehmen.

## Lebensweise
Schneesturmvögel werden 14 bis 20 Jahre alt. Sie ernähren sich von kleinen Fischen und Aas.
Die Brut erfolgt auf dem antarktischen Festland sowie auf einigen antarktischen oder subantarktischen Inseln wie beispielsweise der Bouvetinsel oder der zu den Südlichen Orkneyinseln gehörenden Coronation-Insel. Die dort brütenden Pagodromae niveae verhalfen dem nahebei liegenden, 1265 m hohen Mount Nivea zu seinem Namen. Gelegentlich brüten Schneesturmvögel auf mehrere hundert Kilometer landeinwärts liegenden, aus dem Eis herausragenden Bergen des antarktischen Kontinents, wie beispielsweise auf den von der Küste 110 km entfernten Grjotlia-Erhebungen nächst der norwegischen Polarstation Troll Stasjonen.
Die Vögel suchen im November ihre Brutplätze auf. Lediglich ein Ei wird für 41 bis 49 Tage bebrütet. Die Nestlingszeit dauert 41 bis 54 Tage. Gefahr droht den Küken sowohl durch Raubmöwen als auch ungünstige Wetterbedingungen.